# Lijst van voetbalinterlands Denemarken - Ierland
Deze lijst van voetbalinterlands is een overzicht van alle officiële voetbalwedstrijden tussen de nationale teams van Denemarken en Ierland. De landen speelden tot op heden negentien keer tegen elkaar, te beginnen met een vriendschappelijke wedstrijd, die werd gespeeld op 3 oktober 1956 in Dublin. Het laatste duel, een kwalificatiewedstrijd voor het Europees kampioenschap voetbal 2020, vond plaats op 18 november 2019 in de Ierse hoofdstad.

## Wedstrijden
| №  | Plaats     | Datum            | Competitie                  | Wedstrijd            | Uitslag |
| -- | ---------- | ---------------- | --------------------------- | -------------------- | ------- |
| 1  | Dublin     | 3 oktober 1956   | WK 1958 kwalificatie        | Ierland – Denemarken | 2 – 1   |
| 2  | Kopenhagen | 2 oktober 1957   | WK 1958 kwalificatie        | Denemarken – Ierland | 0 – 2   |
| 3  | Dublin     | 4 december 1968  | Vriendschappelijk           | Ierland – Denemarken | 1 – 1   |
| 4  | Kopenhagen | 27 mei 1969      | WK 1970 kwalificatie        | Denemarken – Ierland | 2 – 0   |
| 5  | Dublin     | 15 oktober 1969  | WK 1970 kwalificatie        | Ierland – Denemarken | 1 – 1   |
| 6  | Kopenhagen | 24 mei 1978      | EK 1980 kwalificatie        | Denemarken – Ierland | 3 – 3   |
| 7  | Dublin     | 2 mei 1979       | EK 1980 kwalificatie        | Ierland – Denemarken | 2 – 0   |
| 8  | Kopenhagen | 14 november 1984 | WK 1986 kwalificatie        | Denemarken – Ierland | 3 – 0   |
| 9  | Dublin     | 13 november 1985 | WK 1986 kwalificatie        | Ierland – Denemarken | 1 – 4   |
| 10 | Kopenhagen | 14 oktober 1992  | WK 1994 kwalificatie        | Denemarken – Ierland | 0 – 0   |
| 11 | Dublin     | 28 april 1993    | WK 1994 kwalificatie        | Ierland – Denemarken | 1 – 1   |
| 12 | Dublin     | 27 maart 2002    | Vriendschappelijk           | Ierland – Denemarken | 3 – 0   |
| 13 | Aarhus     | 22 augustus 2007 | Vriendschappelijk           | Denemarken – Ierland | 0 – 4   |
| 14 | Kopenhagen | 11 november 2017 | WK 2018 kwalificatie        | Denemarken – Ierland | 0 – 0   |
| 15 | Dublin     | 14 november 2017 | WK 2018 kwalificatie        | Ierland – Denemarken | 1 − 5   |
| 16 | Dublin     | 13 oktober 2018  | UEFA Nations League 2018/19 | Ierland – Denemarken | 0 − 0   |
| 17 | Aarhus     | 19 november 2018 | UEFA Nations League 2018/19 | Denemarken – Ierland | 0 – 0   |
| 18 | Kopenhagen | 7 juni 2019      | EK 2020 kwalificatie        | Denemarken – Ierland | 1 – 1   |
| 19 | Dublin     | 18 november 2019 | EK 2020 kwalificatie        | Ierland − Denemarken | 1 – 1   |

## Samenvatting
| Competitie          | Totaal gespeeld | Winst Denemarken | Gelijk | Winst Ierland | Doelsaldo Denemarken – Ierland |
| ------------------- | --------------- | ---------------- | ------ | ------------- | ------------------------------ |
| WK-kwalificatie     | 10              | 4                | 4      | 2             | 17 − 8                         |
| EK-kwalificatie     | 4               | 0                | 3      | 1             | 5 − 7                          |
| UEFA Nations League | 2               | 0                | 2      | 0             | 0 − 0                          |
| Vriendschappelijk   | 3               | 0                | 1      | 2             | 1 − 8                          |
| Totaal              | 19              | 4                | 10     | 5             | 23 − 23                        |

Wedstrijden bepaald door strafschoppen worden, in lijn met de FIFA, als een gelijkspel gerekend.

## Details

### Achtste ontmoeting
| WK 1986 kwalificatie (Kopenhagen, Denemarken, 14 november 1984):  |       |         |
| Denemarken                                                        | 3 – 0 | Ierland |
| Preben Elkjær Larsen 30' Preben Elkjær Larsen 46' Søren Lerby 52' | goals |         |

### Negende ontmoeting
| WK 1994 kwalificatie (Dublin, Ierland, 13 november 1985):               |       |                                                                                       |
| Ierland                                                                 | 1 – 4 | Denemarken                                                                            |
| Frank Stapleton 6'                                                      | goals | 7' Preben Elkjær Larsen 49' Michael Laudrup 57' John Sivebæk 76' Preben Elkjær Larsen |
| - Laatste interland van Ierland onder leiding van bondscoach Eoin Hand. |       |                                                                                       |

### Tiende ontmoeting
| WK 1994 kwalificatie (Kopenhagen, Denemarken, 14 oktober 1992): |       |         |
| Denemarken                                                      | 0 – 0 | Ierland |
|                                                                 | goals |         |

### Elfde ontmoeting
| WK 1994 kwalificatie (Dublin, Ierland, 28 april 1993): |       |                 |
| Ierland                                                | 1 – 1 | Denemarken      |
| Niall Quinn 74'                                        | goals | 27' Kim Vilfort |

### Twaalfde ontmoeting
| Vriendschappelijk (Dublin, Ierland, 27 maart 2002):        |       |            |
| Ierland                                                    | 3 – 0 | Denemarken |
| Ian Harte 19' Robbie Keane 54' Clinton Morrison 90'        | goals |            |
| - Debuut van doelman Nick Colgan (Hibernian) voor Ierland. |       |            |

### Veertiende ontmoeting
| WK 2018 kwalificatie (Kopenhagen, Denemarken, 11 november 2017): |       |         |
| Denemarken                                                       | 0 – 0 | Ierland |
|                                                                  | goals |         |

### Vijftiende ontmoeting
| WK 2018 kwalificatie (Dublin, Ierland, 14 november 2017): |       | |
| Ierland                                                   | 1 – 5 | Denemarken |
| Shane Duffy 6'                                            | goals | 29' Andreas Christensen 32' Christian Eriksen 63' Christian Eriksen 73' Christian Eriksen 90' (pen.) Nicklas Bendtner |

DBU · A-internationals · Selecties · Bondscoaches · Deens vrouwenelftal · Olympisch elftal · Denemarken U21 · Denemarken U20 · Denemarken U19 · Denemarken U18 · Denemarken U17 · Denemarken U16 · Vrouwen U17
1908 – 1919 ·
1920 – 1929 ·
1930 – 1939 ·
1940 – 1949 ·
1950 – 1959 ·
1960 – 1969 ·
1970 – 1979 ·
1980 – 1989 ·
1990 – 1999 ·
2000 – 2009 ·
2010 – 2019 ·
2020 − 2029
EK's: 1964 · 
1984 · 
1988 · 
1992 · 
1996 · 
2000 · 
2004 · 
2012 · 
2020 · 
2024
WK's: 1986 · 
1998 · 
2002 · 
2010 · 
2018 · 
2022
OS: 1908 · 
1912 · 
1920 · 
1948 · 
1952 · 
1960 · 
1972 · 
1992 · 
2016
1908 · 
1909 · 
1910 · 
1911 · 
1912 · 
1913 · 
1914 · 
1915 · 
1916 · 
1917 · 
1918 · 
1919 · 
1920 · 
1921 · 
1922 · 
1923 · 
1924 · 
1925 · 
1926 · 
1927 · 
1928 · 
1929 · 
1930 · 
1931 · 
1932 · 
1933 · 
1934 · 
1935 · 
1936 · 
1937 · 
1938 · 
1939 · 
1940 · 
1941 · 
1942 · 
1943 · 
1944 · 
1946 · 
1947 · 
1948 · 
1949 · 
1950 · 
1952 · 
1952 · 
1953 · 
1954 · 
1955 · 
1956 · 
1957 · 
1958 · 
1959 · 
1960 · 
1961 · 
1962 · 
1963 · 
1964 · 
1965 · 
1966 · 
1967 · 
1968 · 
1969 · 
1970 · 
1971 · 
1972 · 
1973 · 
1974 · 
1975 · 
1976 · 
1977 · 
1978 · 
1979 · 
1980 · 
1981 · 
1982 · 
1983 · 
1984 · 
1985 · 
1986 · 
1987 · 
1988 · 
1989 · 
1990 ·
1991 · 
1992 · 
1993 · 
1994 · 
1995 · 
1996 · 
1997 · 
1998 · 
1999 · 
2000 · 
2001 · 
2002 · 
2003 · 
2004 · 
2005 · 
2006 · 
2007 · 
2008 · 
2009 · 
2010 · 
2011 · 
2012 · 
2013 · 
2014 · 
2015 · 
2016 · 
2017 · 
2018 ·
2019 ·
2020 ·
2021 ·
2022 ·
2023
Albanië ·
Algerije ·
Argentinië ·
Armenië ·
Australië ·
België ·
Bermuda ·
Bosnië en Herzegovina · 
Brazilië ·
Bulgarije ·
Canada ·
Chili ·
Cyprus ·
DDR ·
Duitsland ·
Ecuador ·
Egypte ·
Engeland ·
Estland ·
Faeröer · 
Finland · 
Frankrijk ·
Gambia ·
Georgië ·
Ghana ·
Gibraltar ·
GOS ·
Griekenland ·
Honduras ·
Hongarije ·
Hongkong ·
Ierland ·
IJsland ·
Indonesië ·
Iran ·
Israël ·
Italië ·
Japan ·
Joegoslavië ·
Kameroen ·
Kazachstan ·
Kosovo · 
Kroatië · 
Letland ·
Liechtenstein ·
Litouwen ·
Luxemburg ·
Malta ·
Marokko ·
Mexico ·
Moldavië · 
Montenegro · 
Nederland ·
Nederlandse Antillen ·
Nigeria ·
Noord-Ierland ·
Noord-Macedonië ·
Noorwegen ·
Oekraïne ·
Oostenrijk ·
Panama ·
Paraguay ·
Peru ·
Polen ·
Portugal ·
Roemenië ·
Rusland ·
San Marino ·
Saoedi-Arabië ·
Schotland ·
Senegal ·
Servië ·
Singapore ·
Slovenië ·
Slowakije ·
Sovjet-Unie ·
Spanje ·
Suriname ·
Thailand ·
Togo · 
Tsjechië ·
Tsjecho-Slowakije ·
Tunesië · 
Turkije · 
Uruguay ·
Verenigde Arabische Emiraten ·
Verenigde Staten ·
Wales ·
Wit-Rusland ·
Zuid-Afrika ·
Zuid-Korea ·
Zweden ·
Zwitserland
Argentinië (1995) · 
Australië (2018) ·
Australië (2022) · 
België (2021) · 
Duitsland (1992) · 
Duitsland (2012) · 
Engeland (2021) · 
Finland (2021) · 
Frankrijk (2002) · 
Frankrijk (2018) · 
Japan (2010) · 
Kameroen (2010) · 
Kroatië (2018) · 
Nederland (2010) · 
Nederland (2012) · 
Peru (2018) · 
Portugal (2012) · 
Rusland (2021) · 
Senegal (2002) · 
Tsjechië (2021) · 
Uruguay (2002) · 
Wales (2021)
FAI · A-internationals · Bondscoaches · Statistieken · Iers vrouwenelftal · Olympisch elftal · Ierland U21 · Ierland U20 · Ierland U19 · Ierland U18 · Ierland U17 · Ierland U16 · Vrouwen U17
1924 – 1929 ·
1930 – 1939 ·
1940 – 1949 ·
1950 – 1959 ·
1960 – 1969 ·
1970 – 1979 ·
1980 – 1989 ·
1990 – 1999 ·
2000 – 2009 ·
2010 – 2019 ·
2020 − 2029
EK 1988 · 
EK 2012 · 
EK 2016
WK 1990 · 
WK 1994 · 
WK 2002
1924 · 
1925 · 
1926 · 
1927 · 
1928 · 
1929 · 
1930 · 
1931 · 
1932 · 
1933 · 
1934 · 
1935 · 
1936 · 
1937 · 
1938 · 
1939 · 
1940 · 1941 · 1942 · 1943 · 1944 · 1945 · 
1946 · 
1947 · 
1948 · 
1949 · 
1950 · 
1951 · 
1952 · 
1953 · 
1954 · 
1955 · 
1956 · 
1957 · 
1958 · 
1959 · 
1960 · 
1961 · 
1962 · 
1963 · 
1964 · 
1965 · 
1966 · 
1967 · 
1968 · 
1969 · 
1970 · 
1971 · 
1972 · 
1973 · 
1974 · 
1975 · 
1976 · 
1977 · 
1978 · 
1979 · 
1980 · 
1981 · 
1982 · 
1983 · 
1984 · 
1985 · 
1986 · 
1987 · 
1988 · 
1989 · 
1990 · 
1991 · 
1992 · 
1993 · 
1994 · 
1995 · 
1996 · 
1997 · 
1998 · 
1999 · 
2000 · 
2001 · 
2002 · 
2003 · 
2004 · 
2005 · 
2006 · 
2007 · 
2008 · 
2009 · 
2010 · 
2011 · 
2012 · 
2013 · 
2014 · 
2015 ·
2016 ·
2017 ·
2018 ·
2019 ·
2020 ·
2021
Albanië ·
Algerije ·
Andorra ·
Argentinië ·
Armenië ·
Australië ·
Azerbeidzjan ·
België ·
Bolivia ·
Bosnië en Herzegovina ·
Brazilië ·
Bulgarije ·
Canada ·
Chili ·
China ·
Colombia ·
Costa Rica ·
Cyprus ·
Denemarken ·
Duitsland ·
Ecuador ·
Egypte ·
Engeland ·
Estland ·
Faeröer ·
Finland ·
Frankrijk ·
Georgië ·
Gibraltar ·
Griekenland ·
Hongarije ·
IJsland ·
Iran ·
Israël ·
Italië ·
Jamaica ·
Joegoslavië ·
Kameroen ·
Kazachstan ·
Kroatië ·
Letland ·
Liechtenstein ·
Litouwen ·
Luxemburg ·
Malta ·
Marokko ·
Mexico ·
Moldavië ·
Montenegro ·
Nederland ·
Nieuw-Zeeland ·
Nigeria ·
Noord-Ierland ·
Noord-Macedonië ·
Noorwegen ·
Oekraïne ·
Oman ·
Oostenrijk ·
Paraguay ·
Polen ·
Portugal ·
Qatar ·
Roemenië ·
Rusland ·
San Marino ·
Saoedi-Arabië ·
Schotland ·
Servië ·
Slowakije ·
Sovjet-Unie ·
Spanje ·
Trinidad en Tobago ·
Tsjechië ·
Tsjecho-Slowakije ·
Tunesië ·
Turkije ·
Uruguay ·
Verenigde Staten ·
Wales ·
Wit-Rusland ·
Zuid-Afrika ·
Zweden ·
Zwitserland
België (2016) · 
Italië (2012) · 
Kroatië (2012) · 
Spanje (2012) · 
Zweden (2016)